# Leo Beulen
L.J.A. (Leo) Beulen (Horn, 1960) is een Nederlandse luitenant-generaal buiten dienst van de Koninklijke Landmacht. Van 24 maart 2016 tot 28 augustus 2019 was hij commandant Landstrijdkrachten.

## Carrière
Leo Beulen startte zijn militaire loopbaan in 1978 aan de Koninklijke Militaire Academie (KMA) als cadet bestemd voor het Korps Luchtdoelartillerie  van het Wapen der Artillerie.
Beulen werd in 1982 beëdigd als tweede luitenant bij de Luchtdoelartillerie en geplaatst als pelotonscommandant bij 12 Pantserluchtdoelartillerie-batterij in Nunspeet. Hij vervulde vervolgens tot 1991 diverse commandanten- en staffuncties bij 15 Afdeling Pantserluchtdoelartillerie in 't Harde. Van 1991 tot 1993 volgde hij de cursus stafdienst en de hogere militaire vorming op het Instituut Defensie Leergangen. Vervolgens werd majoor Beulen geplaatst bij de staf 1 Legerkorps als hoofd bureau operaties van de sectie G3. Hier werkte hij vooral aan grote legerkorpsoefeningen, de voorbereiding van eenheden voor uitzendingen en aan de samenvoeging van het Nederlandse en Duitse Legerkorps.
Vanaf 1995 werkte majoor Beulen bij de Defensiestaf als hoofdofficier toegevoegd van de Plaatsvervangend chef Defensiestaf. In 1997 volgde hij de General Staff Course aan het United States Army Command and General Staff College in Leavenworth, Kansas (VS). In 1998 keerde luitenant-kolonel Beulen terug naar Nederland, waar hij docent werd op het Instituut Defensie Leergangen en voorzitter van de NAVO-werkgroep Allied Joint Publication 3 (Operations). In 1999 werd luitenant-kolonel Beulen commandant van 25 Afdeling Pantserluchtdoelartillerie. In 2000 ging hij naar staf 1 Divisie als hoofd sectie G3. Van daaruit werd hij in 2002 uitgezonden naar Bosnië Herzegovina in het voormalig Joegoslavië in de functie van Military Assistant to the Commander Multi National Division (MND) South-West binnen SFOR.
Na terugkeer in Nederland werd luitenant-kolonel Beulen geplaatst bij de Afdeling Algemeen Beleid van de Landmachtstaf. In 2003 werd hij bevorderd tot kolonel en werd hij deelprojectleider Integrale Plannen van de projectgroep Reorganisatie Defensiestaf. In 2005 werd kolonel Beulen commandant van het Commando Luchtdoelartillerie. Hij geeft leiding aan de samenvoeging van de school en de operationele
eenheden van de Luchtdoelartillerie en de verhuizing van het Commando Luchtdoelartillerie naar De Peel. In december 2007 werd kolonel Beulen hoofd van de afdeling J3 Operaties van de Directie Operaties van de Defensiestaf.
In oktober 2009 werd hij bevorderd tot brigade-generaal en geplaatst bij het NATO Forces hoofdkwartier in Heidelberg als Director Joint Coördination Centre. In deze functie werd hij een jaar uitgezonden als Hoofd J3 van het Hoofdkwartier ISAF in Kabul, Afghanistan.
In mei 2012 keerde Beulen terug naar de Defensiestaf als Directeur Operaties, onder gelijktijdige bevordering tot generaal-majoor.
In oktober 2014 werd generaal-majoor Beulen plaatsvervangend commandant van 1 (GE/NL) Corps in Münster, Duitsland.

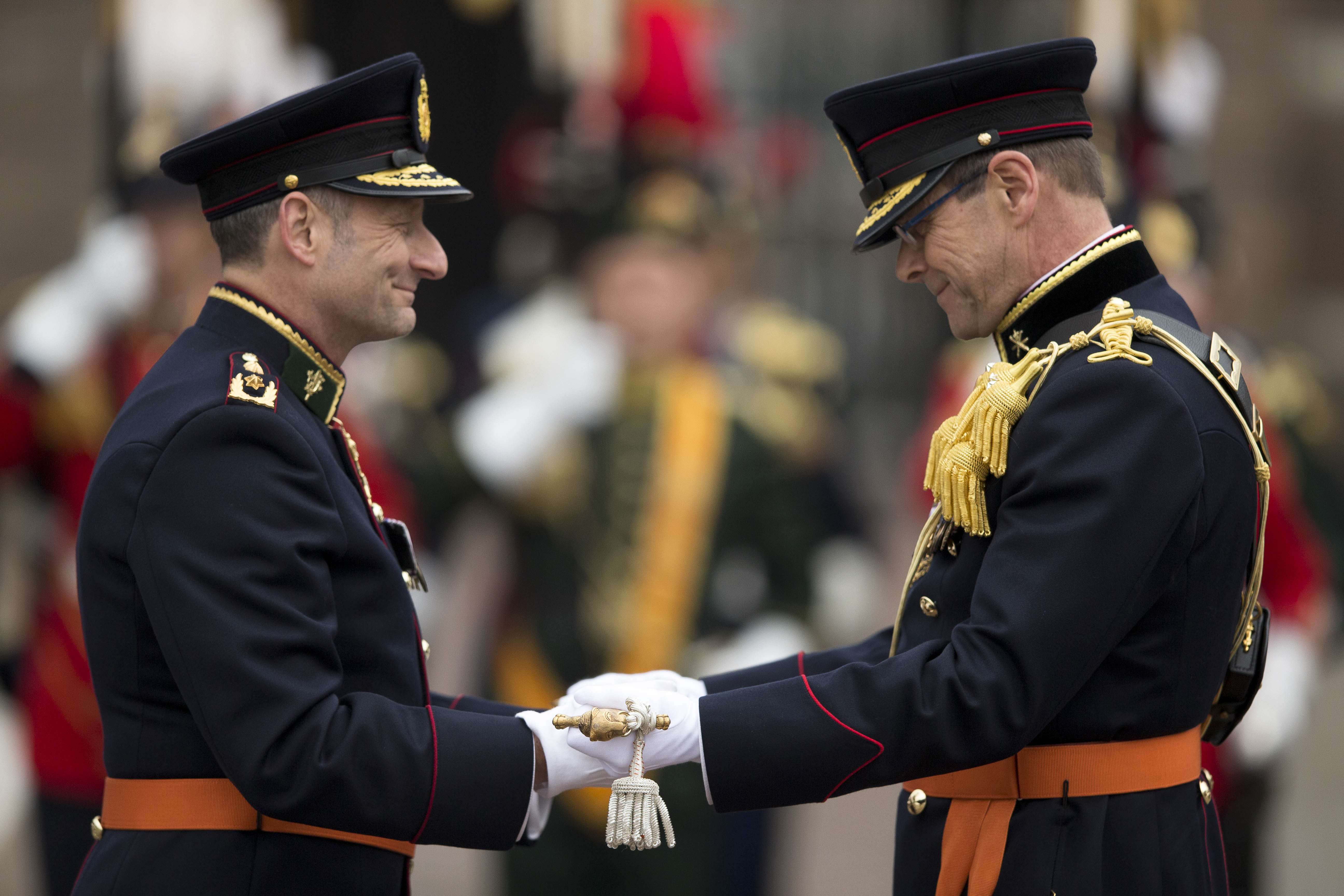
Luitenant-generaal Leo Beulen neemt op de Nederlandse Defensie Academie in Breda de functie over van ranggenoot Mart de Kruif.

Op 24 maart 2016 werd hij commandant Landstrijdkrachten in de rang van luitenant-generaal.
Leo Beulen ging op 28 augustus 2019 met leeftijdsontslag.

## Onderscheidingen
In 2019 ontving Beulen Frankrijks hoogste onderscheiding, officier in het Légion d'honneur voor zijn bijzondere inspanningen voor de Frans-Nederlandse samenwerking.
- Officier in de Orde van Oranje-Nassau met de zwaarden
- Herinneringsmedaille Vredesoperaties "ISAF" en "SFOR"
- Onderscheidingsteken voor Langdurige Dienst als officier met jaarteken "XXXV"[12][noot 2]
- Landmachtmedaille
- Kruis voor betoonde marsvaardigheid
- Vaardigheidsmedaille van de Nederlandse Sport Federatie
- Kruis van de Koninklijke Vereniging van Nederlandse Reserve-Officieren voor de Militaire Prestatietocht
- NAVO-medaille (SFOR)
- NAVO-medaille (ISAF)
- Großes Verdienstkreuz mit Stern (Groot Kruis van Verdienste met Ster) (Duitsland)
- Ereteken van de Bundeswehr in goud (Duitsland)
- Meritorious Service Medal (Verenigde Staten)
- Officier in de Nationale orde van het Legioen van Eer (Frankrijk)

Verder is Beulen gerechtigd tot het dragen van:
- United States Army Command and General Staff College (USACGSC) (VS)
- Hogere Militaire Vorming (Hogere Krijgsschool) ('Gouden zon‘)
- Vaardigheidsembleem ZMV (Zware Militaire Vaardigheden)[noot 3][18]
- Vaardigheidsembleem MLV blauw[noot 4] (Militaire Lichamelijke Vaardigheden[22][noot 5])[18]

## Persoonlijk
Leo Beulen is getrouwd en heeft drie kinderen. Hij woont in zijn geboorteplaats Horn. Hij is liefhebber van hardlopen.